# Євген (Котик)
Євген Котик (8 липня 1920, Пархач — 9 травня 1980, Водяне) — редемпторист, священник Української греко-католицької церкви.

## Життєпис
Народився 8 липня 1920 року в селі Пархач (нині — с. Межиріччя Сокальський район Львівської області).
У 1931 році вступив до ювенату (або малої семінарії) на Збоїсках, який закінчив у 1937 році, і того ж року зголосився до монастиря. Після річного новіціяту склав перші обіти 19 серпня 1938 року і розпочав семінарійне навчання. Євген був у числі тих небагатьох, хто у 1939 році не виїхав до Тухова, залишившись під радянською окупацією. Священичі свячення отримав 2 серпня 1943 року з рук блаженного владики Миколая Чарнецького. Якийсь час був викладачем в ювенаті.

Пам'ятник на могилі о. Євгена Котика в с. Водяне

Після війни о. Євген був заарештований та засланий до Сибіру (роки ув'язнення невідомі). Після повернення настоятель віце-провінції Филимон Курчаба допоміг придбати дім у с. Водяне та отримати прописку. У цій хаті з отцем Євгеном жив також отець Іван Юськів. Обидва отці продовжували служіння в підпільній Церкві, обслуговуючи людей по різних селах. Отець Євген працював сторожем. 9 травня 1980 року, як і кожного разу, о. Євген пішов на роботу, але назад не повернувся. Його знайшли мертвим на прохідній із шматком хліба у горлі. До кінця не відомо, чи отець помер сам, вдавившись хлібом, чи його вбили. Сталось це 10 травня 1980 року, на 60-му році життя та похований на цвинтарі у с. Водяне.